# Хлорати

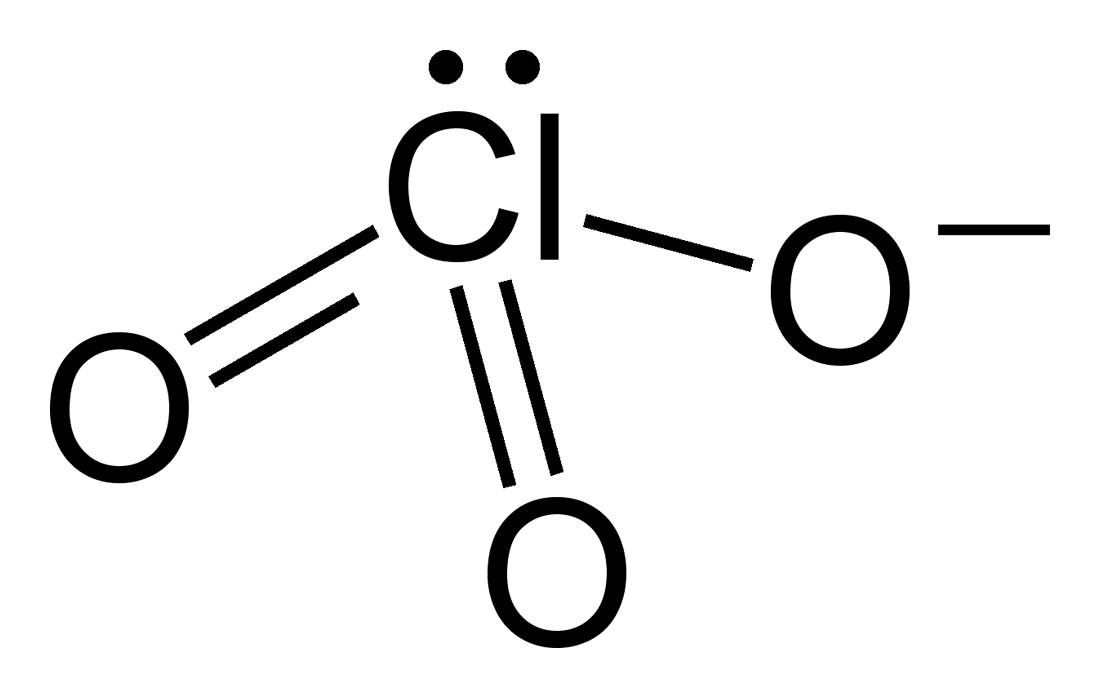
Хлорат-Аніон

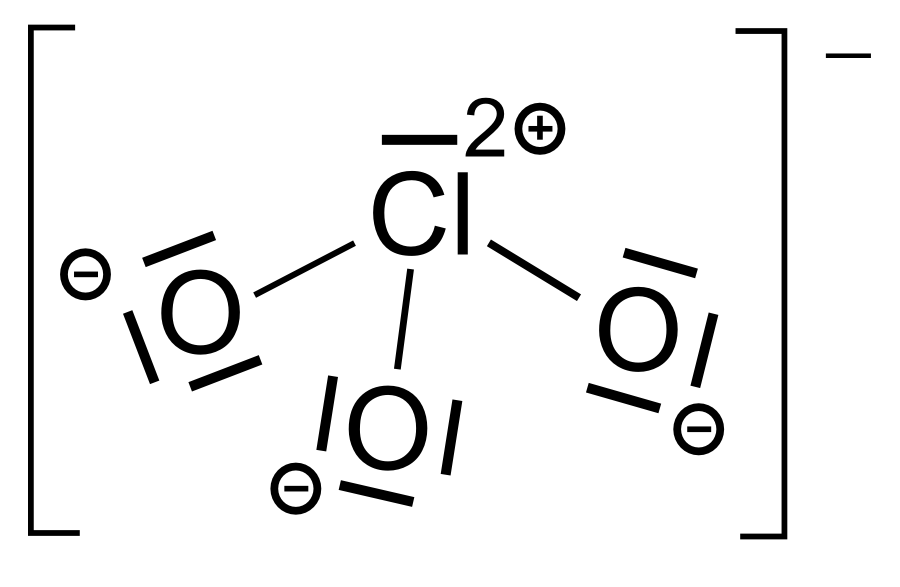
Хлорат-Аніон при врахуванні правила октету

Хлора́ти — група хімічних сполук, солі  хлоратної кислоти HClO3. Дані сполуки є білими, легкорозчинними кристалами. При спіканні проявляють сильні окисні властивості і дещо менші у розчинах. Хлорати мають здатність до детонації і є токсичними речовинами.
Застосовуються як окисники в піротехніці, у синтезі ClO2 та як гербіциди.
Хлорат-аніон має структуру тригональної піраміди (d(Cl-О) = 0,1452-0,1507 нм, кут O-Cl-O = 106°). Аніон ClO–
3 не утворює ковалентних зв'язків через атом О і не схильний утворювати координаційні зв'язки.

## Будова та фізичні властивості

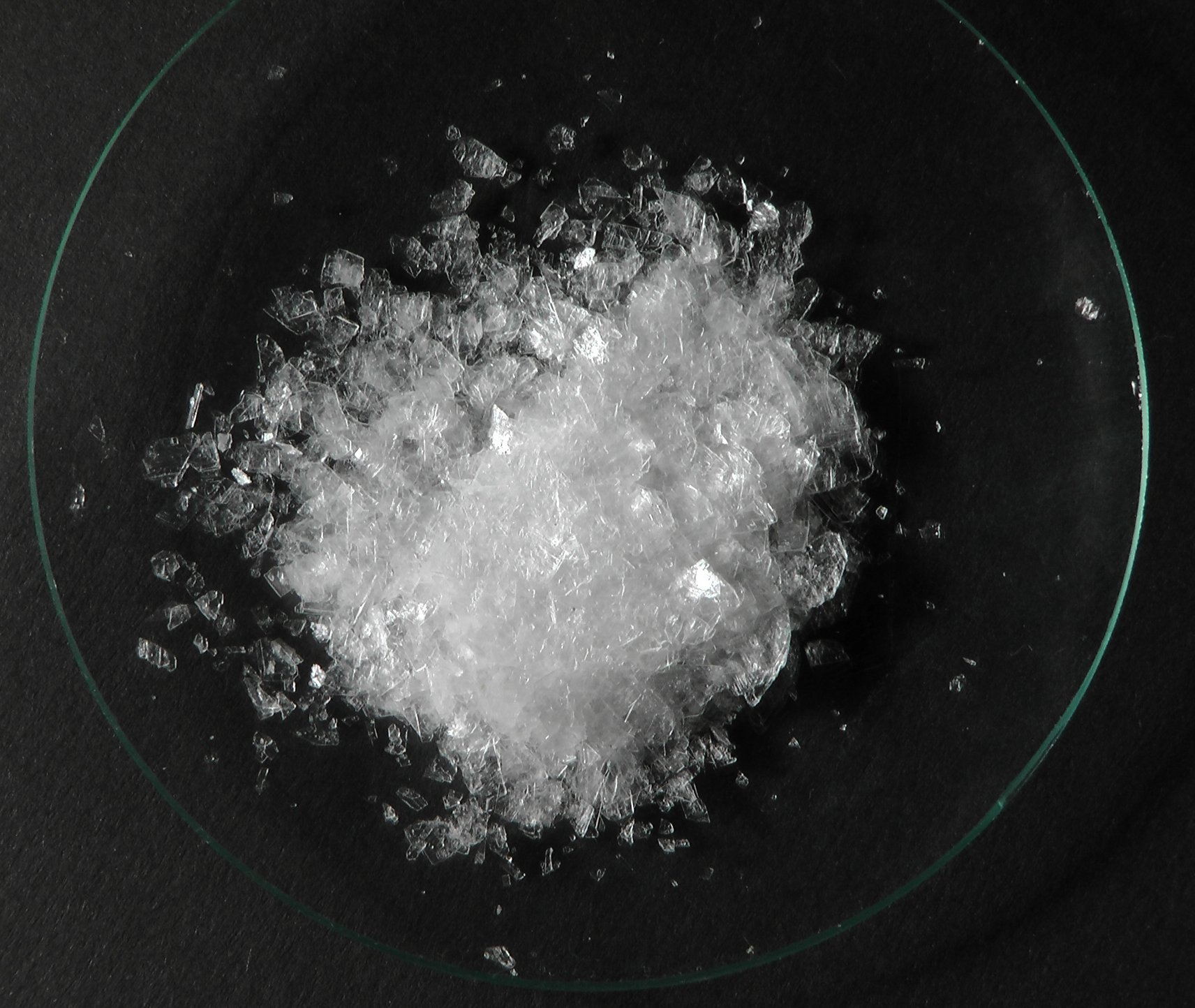
Хлорат калію

Хлорати є, як правило, кристалічними речовинами, розчинними у воді та деяких полярних органічних розчинниках. В твердому стані при кімнатній температурі досить стабільні. При нагріванні в присутності каталізатору розкладаються з виділенням кисню. 
З горючими речовинами можуть утворювати вибухові суміші. Хлорати є сильними окисниками як у розчині, так і в твердому стані: суміші безводних хлоратів із сіркою, вугіллям та іншими відновниками, вибухають при швидкому нагріванні і ударі. Хлорати металів змінної валентності зазвичай нестійкі і схильні до вибухового розпаду. Всі хлорати лужних металів розкладаються з виділенням великої кількості тепла на хлориди і кисень, з проміжним утворенням перхлоратів.
Хлорати більшості металів отримані у вигляді гідратів, в безводному стані виділені хлорати лужних та лужноземельних металів, Ag, Tl(I), Pb(II), а також NH4ClO3, N(CH3)4ClO3. 

## Одержання
У промислових масштабах хлорати (в першу чергу, натрію та меншою мірою калію) добувають шляхом електролізу водних розчинів відповідних хлоридів:
{\displaystyle \mathrm {NaCl+3H_{2}O{\xrightarrow {40-90^{o}C,electrolysis}}NaClO_{3}(anode)+3H_{2}\uparrow (cathode)} }
Менш поширені хлорати, наприклад, хлорати важких металів, добувають реакцією обміну:
{\displaystyle \mathrm {BaCl_{2}+KClO_{3}{\xrightarrow {}}Ba(ClO_{3})_{2}+2KCl} }
Практично втратив своє значення давній спосіб отримання хлоратів, який полягає у пропусканні хлору крізь розчини гідроксидів металів. Реакцію проводять із гарячими розчинами, в іншому випадку замість хлоратів утворюватимуться гіпохлорити.
{\displaystyle \mathrm {6Ca(OH)_{2}+6Cl_{2}{\xrightarrow {t^{o}}}Ca(ClO_{3})_{2}+5CaCl_{2}+6H_{2}O} }

## Хімічні властивості
При нагріванні хлорати розкладаються; продукти реакції залежать від умов: просте нагрівання спричинює диспропорціонують з утворенням хлоридів та перхлоратів, а в присутності каталізатору (MnO2) утворюються хлорид металу та виділяється кисень:
{\displaystyle \mathrm {4LiClO_{3}{\xrightarrow {270^{o}C}}3LiClO_{4}+LiCl} }
{\displaystyle \mathrm {2LiClO_{3}{\xrightarrow {250-400^{o}C,\;MnO_{2}}}2LiCl+3O_{2}} }
При взаємодії солей з концентрованою хлоридною кислотою виділяється хлор:
{\displaystyle \mathrm {Ba(ClO_{3})_{2}+12HCl{\xrightarrow {}}BaCl_{2}+6Cl_{2}+6H_{2}O} }
Реакція хлоратів із відновниками (на кшталт метанолу або діоксиду сірки) є основою для синтезу оксиду хлору(IV):
{\displaystyle \mathrm {2NaClO_{3}+CH_{3}OH+H_{2}SO_{4}{\xrightarrow {}}2ClO_{2}+Na_{2}SO_{4}+HCHO+2H_{2}O} }
{\displaystyle \mathrm {2NaClO_{3}+SO_{2}+H_{2}SO_{4}{\xrightarrow {}}2ClO_{2}+2NaHSO_{4}} }

## Застосування
Основним застосуванням хлоратів є синтез оксиду хлору(IV) для відбілювання тканин і паперу. Деякі хлорати, наприклад, хлорат амонію NH4ClO3, використовуються як окисники у виробництві твердих пропелентів та очистці урану.
Хлорат калію широко використовується у виготовленні піротехніки, сірників, косметики тощо. Над більш поширеним хлоратом натрію він має перевагу у значно меншій гігроскопічності. Хлорат кальцію застосовується як гербіцид.
Також із хлоратів добувають невеликі кількості кисню для потреб лабораторій.